# Sinan Güler
Sinan Güler (nacido el 08 de noviembre de 1983 en Estambul, Turquía) es un exjugador de baloncesto turco. Con 1.96 de estatura, su puesto natural en la cancha era el de alero.

## Trayectoria
- Beşiktaş (2000-2002)
- Darüşşafaka S.K. (2006-2007)
- Beşiktaş (2007-2008)
- Efes Pilsen SK (2008-2013)
- Galatasaray (2013-2017)
- Fenerbahçe (2017-2019)
- Darüşşafaka S.K. (2019-2022)